# ヨガ・ニドラ
ヨガ・ニドラ（サンスクリット: योग निद्रा 英語: Yoga nidra）またはヨガニードラとは「ヨガの眠り」とも言われている、声によるガイダンス付きで行われるヨーガの瞑想である。